# Desperate Living
Pour plus de détails, voir Fiche technique et Distribution.
Desperate Living est un film américain réalisé par John Waters, sorti en 1977.
Il s'agit du premier film de John Waters à ne pas être une production Dreamland. Le film a pour principaux interprètes Mink Stole, Edith Massey, Susan Lowe, Liz Renay, Mary Vivian Pearce et Cookie Mueller. Divine ne fit pas partie de l'aventure car il avait des engagements à long terme pour la pièce Women behind bars. David Lochary, autre « Dreamlander », mourut d'une overdose en juillet 1977, peu après la sortie du film. Toute la troupe fut bouleversée.[style à revoir]

## Synopsis
Peggy Gravel (Mink Stole), une bourgeoise hystérique, est sortie de l'hôpital psychiatrique par son mari (George Stover). Dans sa folie, elle tue son époux, M. Gravel, avec l'aide de sa bonne Grizelda (Jean Hill). Les deux femmes décident alors de fuir à Mortville, un bourg en dehors de la société où peuvent se réfugier les criminels à condition de se soumettre aux humiliantes conditions d'existence imposées par la Reine Carlotta (Edith Massey). C'est là qu'elles font la connaissance d'un couple de lesbiennes qui acceptent de les loger dans leur taudis, en contrepartie de rémunération. Une de leurs logeuses leur subtilise un billet de loterie ...

## Fiche technique
- Titre : Desperate Living
- Réalisation : John Waters
- Scénario : John Waters
- Monteur : Charles Roggero
- Décors : Vincent Periano
- Costumes et maquillage : Van Smith
- Photo : Thomas Loizeaux
- Son : Robert Maier
- Musique : Chris Lobingier et Allen Yarus
- Producteur : John Waters
- Pays d'origine :  États-Unis
- Langue : Anglais
- Format : Couleurs - 16 & 35 mm
- Genre : Comédie noire et fantastique
- Classification :
  -  France : interdit aux moins de 16 ans[1]
  -  Royaume-Uni : interdit aux moins de 18 ans[2]
- Durée : 90 min
- Dates de sortie :
  -  États-Unis : 27 mai 1977

## Distribution
- Liz Renay : Muffy Saint-Jacques
- Mink Stole : Peggy Gravel
- Edith Massey : la Reine Carlotta
- Susan Lowe (en) : Mole McHenry
- Mary Vivian Pearce : la Princesse Coo-Coo
- Jean Hill (en) : Grizelda Brown
- Cookie Mueller : Flipper
- Marina Melin : Shina
- Sharon Niesp : Shotsie
- Ed Peranio (en) : Lieutenant Wilson
- Steve Butow : Lieutenant Grogan
- Channing Wilroy : Lieutenant Williams
- Paul Swift (en) : M. Paul
- George Figgs (en) : Herbert
- George Stover : Bosley Gravel
- Turkey Joe : le motard
- Pat Moran : la perverse aux toilettes